# Sinfonía n.º 41 (Mozart)

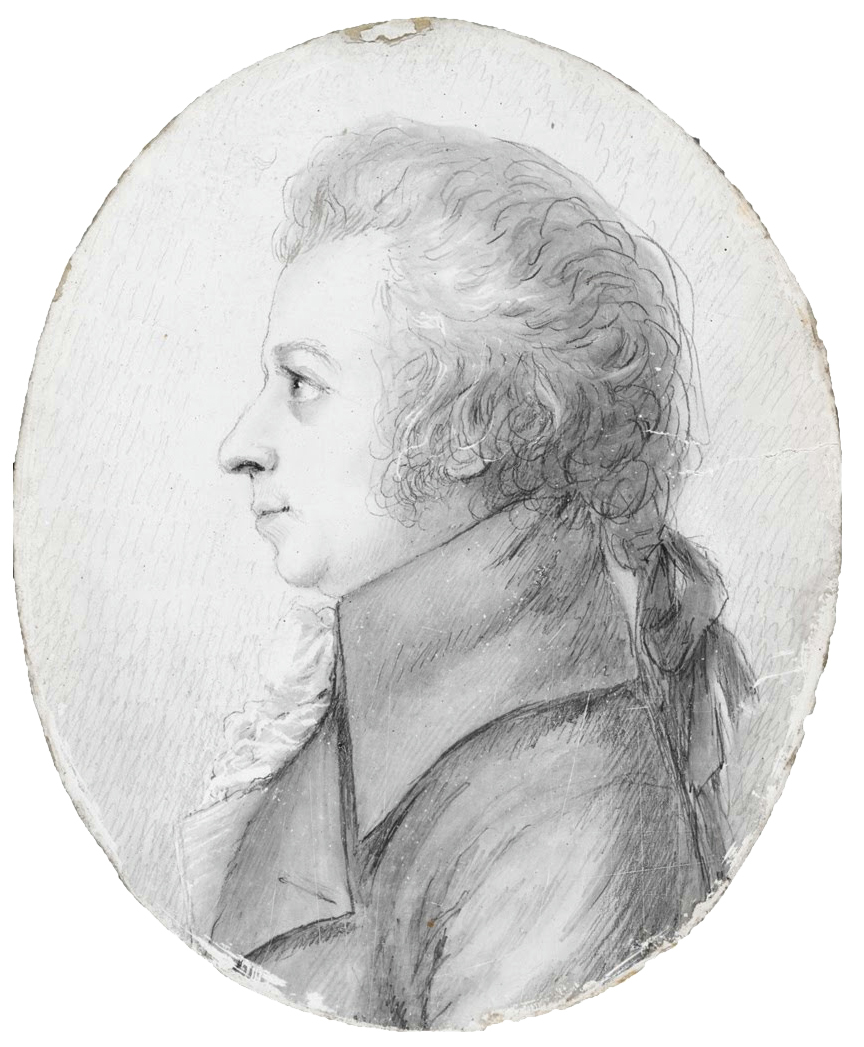
Mozart en 1789.

La Sinfonía n.º 41 en do mayor, K. 551, también conocida como Júpiter, fue compuesta por Wolfgang Amadeus Mozart y fechada el 10 de agosto de 1788, cuando el compositor tenía treinta y dos años. Se trata de la última contribución al género sinfónico del célebre maestro austríaco.

## Historia

### Contexto

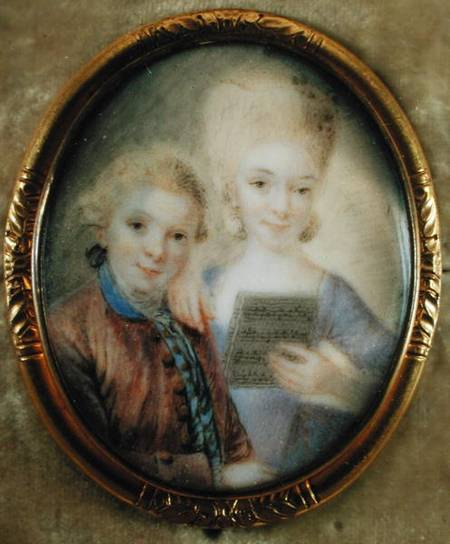
Wolfgang y Nannerl hacia 1763.

La carrera de Mozart como sinfonista había empezado en Londres durante el gran viaje de la familia Mozart por Europa entre junio de 1763 y noviembre de 1766. El padre Leopold Mozart planeó la gira para exhibir a sus prodigiosos hijos, Wolfgang y Nannerl en las principales cortes europeas. En ese tiempo Wolfgang compuso sus primeras obras del género, que tenían una deuda sustancial con las sinfonías de estilo galante italianizante en tres movimientos de Carl Friedrich Abel y Johann Christian Bach; también escuchó las sinfonías de compositores relevantes como Thomas Arne, William Boyce y Giuseppe Sammartini. Posteriormente Leopold y sus hijos pasaron en Viena varios meses de 1768 durante los cuales el joven maestro hizo un esfuerzo consciente por adaptar su estilo sinfónico a los gustos del público vienés, adoptando entre otras cosas la estructura en cuatro movimientos. Una afortunada consecuencia de los largos viajes del compositor en ciernes fue el contacto que le proporcionaron con una generosa muestra representativa de las tradiciones musicales europeas: alemana, británica, francesa e italiana.
El joven compositor y su padre realizaron tres viajes a Italia entre diciembre de 1769 y en mayo de 1773. En este periodo alternó sus visitas con estancias en Salzburgo durante las cuales creó la ópera Mitrídates, rey de Ponto, así como varias sinfonías con apreciable influencia del gusto italiano por la ópera bufa. En 1772 y 1773 el maestro austríaco vivió una etapa de entusiasmo por la escritura sinfónica, produciendo cada año siete nuevas sinfonías (n.º 15 - n.º 27). Después redujo su actividad en este campo y en los dos años siguientes sólo aparecieron tres nuevas piezas del género (n.º 28, 29 y 30). En 1778 realizó un largo y nefasto viaje a Mannheim y a París, durante el cual falleció su madre y su única producción relevante fue la Sinfonía n.º 31 "París". En enero de 1779 regresó a su ciudad natal donde creó otras tres sinfonías (n.º 32, 33 y 34) con las que cierra su etapa en Salzburgo. El casi cuarto de siglo que separa su primera sinfonía de la última -la n.º 41- estuvo marcado por el interés recurrente, si no continuo, del compositor por las posibilidades inherentes a esta forma. Al examinar la cronología de las obras de Mozart, se observa que la composición de sus sinfonías tiende a producirse en grupos espaciados irregularmente, de hasta nueve o diez ejemplos seguidos, en lugar de regular o aisladamente. Lo que esto podría sugerir, al margen de cualquier motivación económica, es que empleó estos periodos específicamente para resolver los problemas y retos de la forma sinfónica.

### Composición
La composición de la obra se completó el 10 de agosto de 1788. Pertenece a un período extraordinariamente creativo en la vida del autor. Por aquel entonces el maestro austríaco estaba creando los Tríos para piano en mi mayor K. 542 y en do mayor K. 548, la Sonata facile K. 545 y la Sonatina para violín K. 547. Forma parte de un conjunto escrito con gran rapidez durante el verano de 1788 formado por sus tres últimas sinfonías (la n.º 39 el 26 de junio, la n.º 40 el 25 de julio y la n.º 41 el 10 de agosto).Las anotaciones en el catálogo temático que el propio compositor elaboró sugieren que todas fueron escritas en el espacio de unos dos meses. La partitura autógrafa se conserva en la actualidad en la Biblioteca Estatal de Berlín y se puede consultar en línea. La n.º 41, compuesta poco después de la melancólica y rebelde Sinfonía n.º 40, representa la superación de estos sentimientos con una voluntad afirmativa y una majestad que concuerdan con la tonalidad de do mayor.
Ningún grupo de obras de la producción mozartiana ha sido objeto de más discusión que sus tres últimas sinfonías. Se ha debatido con vehemencia la motivación del compositor para escribirlas. Al igual que sus contemporáneos, Mozart componía casi siempre por motivos prácticos, pero en este caso no se ha identificado ninguno. Nikolaus Harnoncourt sostiene que Mozart concibió las tres sinfonías como una obra unificada, indicando, entre otras cosas, el hecho de que la n.º 39 cuenta con una gran introducción, a modo de obertura, pero carece de coda. Se ha especulado que preparaba estas obras para un futuro viaje a Inglaterra, que nunca llegó a materializarse. La explicación menos plausible es que compusiera su gran trilogía sinfónica final como resultado de una «necesidad interior» personal. Pero esta teoría se opone a todo lo que sabemos sobre sus prácticas de trabajo. La noción romántica de que las compuso sin un propósito práctico es ampliamente descartada en la actualidad por no ajustarse a los procedimientos compositivos conocidos de Mozart. El experto H. C. Robbins Landon ha propuesto argumentos convincentes para sugerir que, de hecho, fueron escritas para una serie de conciertos que ofreció en la temporada de otoño o Adviento de 1788. La hipótesis de Robbins Landon se basa en gran medida en una carta sin fecha escrita por Mozart a su principal benefactor, su compañero francmasón Michael Puchberg. En esta carta se refiere a sus conciertos que comenzarán «la semana que viene», conciertos que los eruditos creían que nunca habían tenido lugar. Las pruebas también apoyan la idea, avanzada por Neal Zaslaw, de que Mozart llevó las tres sinfonías en la gira que hizo a Alemania al año siguiente, lo que socavaría aún más la idea largamente sostenida de que el compositor nunca oyó interpretar tres de las más grandes obras de la literatura sinfónica.
El sobrenombre Júpiter al parecer fue asignado por Johann Peter Salomon, empresario alemán establecido en Inglaterra. Se trata del nombre de la suprema divinidad en la mitología romana y con ello probablemente quiso resumir en una palabra el carácter triunfal, generoso y solemne de la obra. El título "Sinfonía Júpiter" apareció por primera vez por escrito en el programa del Festival de Música de Edimburgo el 20 de octubre de 1819, después en el programa de la Royal Philharmonic Orchestra de Londres el 26 de marzo de 1821, y en junio de 1822 el corresponsal en Londres del Allgemeine musikalische Zeitung escribió: "El tercer [concierto] del 25 de marzo (...) comenzó con la sinfonía de Mozart en do mayor, tan popular aquí y conocida con el nombre de Júpiter". En 1822 se publicó un arreglo para piano de la sinfonía realizado por Muzio Clementi, que lleva el título de "Jupiter" y representa al dios Júpiter entronizado sobre las nubes con truenos y relámpagos en sus manos. Por otra parte, la asociación con Júpiter también se encuentra en la reseña de la interpretación de la Sinfonía K. 550 en el Allgemeine musikalische Zeitung del 1 de mayo de 1805.

### Estreno, primeras interpretaciones y publicación
No existe ninguna prueba documental sólida que confirme que ninguna de las tres últimas sinfonías (la n.º 39, n.º 40 y n.º 41) se estrenó en vida de su autor. No parece plausible dado que durante aquel verano la correspondencia conservada alude sobre todo a cartas de súplica cada vez más desesperadas dirigidas a su benefactor y compañero francmasón Michael Puchberg. Desde un punto de vista más práctico, se ha sugerido que el maestro austríaco pretendía organizar una serie de conciertos de abono para la temporada de otoño o adviento. Se consideró que estos conciertos nunca tuvieron lugar. Sin embargo, más recientemente el experto H. C. Robbins Landon ha argumentado de manera convincente que sí se celebraron y que las tres últimas sinfonías fueron las principales obras nuevas interpretadas. También parece muy probable que Mozart llevara las nuevas obras en la gira por Alemania que emprendió al año siguiente. Para Neal Zaslaw las evidencias circunstanciales parecen indicar que sí hubo un estreno. En 1791 hubo un concierto en Viena con música de Mozart y la orquesta incluía a los hermanos clarinetistas Johann y Anton Stadler. Según Zaslaw, tal orquestación limita las posibilidades sólo a la Sinfonía n.º 39 y a la n.º 40.
De acuerdo con Otto Erich Deutsch, aproximadamente en este tiempo Mozart estaba preparando para llevar una serie de "Conciertos en el Casino" en un nuevo casino en la Spiegelgasse, cuyo propietario era Philipp Otto. Al parecer el compositor envió un par de entradas para esta serie de conciertos a su amigo Michael Puchberg. No obstante, resulta imposible determinar si dichos conciertos se celebraron o tuvieron que ser cancelados por falta de interés.
La primera edición fue llevada a cabo en 1793 por el editor Johann André en Offenbach, que publicó las partes. La partitura completa fue editada por primera vez en octubre de 1807 por Cianchettini & Sperati en Londres con el título A Compleat Collection....No.XVIII. Posteriormente también fue editada en 1880 por Breitkopf & Härtel en Leipzig, que la publicó bajo la denominación Wolfgang Amadeus Mozarts Werke, Serie VIII, No. 41.

## Instrumentación
La partitura está escrita para una orquesta formada por:
- Viento madera: 1 flauta, 2 oboes y 2 fagotes.
- Viento metal: 2 trompas en do (en fa en el segundo movimiento) y 2 trompetas en do.
- Percusión: timbales en do y sol.
- Teclado: [clavecín].
- Cuerda: una sección de cuerdas con 2 violines (primero y segundo), viola, violonchelo y contrabajo.

Mozart anotó el violonchelo y el contrabajo por separado en el primer movimiento. Es probable que se emplease el clavecín, si estaba presente en la orquesta, para reforzar la línea del bajo.

## Estructura y análisis
La sinfonía consta de cuatro movimientos:
- I. Allegro, en do mayor 4
4
- II. Andante cantabile, en fa mayor 3
4
- III. Menuetto. Allegretto – Trio, en do mayor 3
4
- IV. Molto allegro, en do mayor 2
2

La interpretación de esta obra dura aproximadamente entre 30 y 35 minutos. La pieza encarna con acierto lo que hoy se identifica como paradigma de la forma sinfónica del Clasicismo: cuatro movimientos, el primero y el último en tempo rápido, el segundo más lento, el tercero un minueto con trío. No obstante, la hábil imaginación de Mozart, libre de las normas sugeridas por cualquier modelo, distingue esta obra de otras similares.

### I.Allegro
El primer movimiento, Allegro, está escrito en la tonalidad de do mayor, en compás de 4/4 y sigue la forma sonata. El movimiento de apertura se caracteriza en parte por el empleo dramático y eficaz de pausas inesperadas en el flujo rítmico mediante el uso de silencios, un rasgo compartido con las sinfonías de Haydn y quizás influenciado por ellas. Tras una regularidad inicial, la duración irregular y cambiante de las frases contribuye también al ímpetu dramático.

### II.Andante cantabile
El segundo movimiento, Andante cantabile, está en fa mayor y en compás de 3/4. Se abre con una serena quietud que pronto se ve alterada, frente a episodios en modo menor más inquietos e insistentes desde el punto de vista rítmico. Este conflicto entre calma y oscuridad continúa a lo largo de toda la obra, y el espíritu inicial acaba prevaleciendo.

### III.Menuetto.Allegretto–Trio
El tercer movimiento, Menuetto. Allegretto – Trio, está en do mayor y en compás de 3/4. En el minueto el tema cromático descendente y el acompañamiento fluido y uniforme establecen una atmósfera elegante. El trío, que lo acompaña, proporciona un ambiente más terrenal y abiertamente bailable que, sin embargo, se ve interrumpido por un repentino arrebato más serio del tutti.

### IV.Molto allegro
El cuarto y último movimiento, Molto allegro, retoma la tonalidad inicial y el compás alla breve. El Finale es excepcional por la riqueza de su lenguaje contrapuntístico. Este rasgo puede resultar algo inesperado y, para algunos contemporáneos de Mozart, pasado de moda en una obra sinfónica de la época. El motivo de apertura de cuatro notas se pone a prueba de diversas maneras, sobre todo como inicio de un tema recurrente de canon y fuga que se presenta tanto en su forma original como invertido. El efecto no es de academicismo, sino de gran tensión e impulso dramático que, enardecido y en busca de resolución, sólo encuentra reposo en los compases finales.

## Recepción de la obra
Según una frase atribuida a la musicóloga Elaine Sisman en un libro dedicado a la Sinfonía Júpiter, la mayoría de las respuestas oscilaron "entre la admiración y la adulación, una escala que va del sobresaliente al sobresaliente". Como se resume a continuación, la Sinfonía obtuvo la aprobación de críticos, teóricos, compositores y biógrafos y llegó a considerarse una obra maestra canonizada, conocida por su fuga y su estructura general que destilaba claridad.
- Ernst Ludwig Gerber en Neues Historisch-biographisches Lexicon der Tonkünstler (1812-1814): "(...) sobrecogedoramente grandiosa, fogosa, artística, patética, sublime, Sinfonía en do mayor (...) ya tendríamos que percibirlo como uno de los más grandes genios de los tiempos modernos y del siglo que acaba de pasar".
- Una crítica publicada en el Allgemeine musikalische Zeitung (4 de noviembre de 1846) describió así la pieza: "¡Qué puras y claras son todas las imágenes que contiene! Ni más ni menos que lo que cada una requiere según su naturaleza. (...) Aquí se revela cómo el maestro primero recoge su material por separado, luego explora cómo puede proceder todo a partir de él, y finalmente lo construye y elabora. Que incluso Beethoven trabajaba de este modo se revela en sus cuadernos de bocetos".
- Johannes Brahms comentó en 1896: "Puedo comprender también que la Sinfonía n.º 1 de Beethoven impresionara colosalmente a la gente. Pero las tres últimas sinfonías de Mozart son mucho más importantes. Algunas personas empiezan a sentirlo ahora".

## Grabaciones
La primera grabación conocida de la Sinfonía Júpiter data de principios de la Primera Guerra Mundial, emitida por la Victor Talking Machine Company en su serie de etiqueta negra, lo que la convierte en una de las primeras sinfonías grabadas con tecnología de grabación acústica. En las etiquetas de los discos figura  como intérprete la Victor Concert Orchestra pero se omite al director, que según los libros de contabilidad de la empresa fue Walter B. Rogers.
La música, que estaba muy abreviada, se publicó en dos discos: 17707 de 10 pulgadas y 35430 de 12 pulgadas. Victor publicó dos tomas muy separadas de cada uno de los dos primeros movimientos con los mismos números de catálogo. La distribución, las fechas de grabación y los tiempos aproximados fueron los siguientes (datos de las páginas de matriz correspondientes en Discography of American Historical Recordings según se indica y copias físicas de los discos):
- Movimiento I (17707-A, 10 pulgadas) 08-05-1913 (si es la toma 1) o 27-01-1915 (si es la toma 6) 2:45.[26]
- Movimiento II (35430-A, 12 pulgadas) 08-05-1913 (si es la toma 1) o 18-01-1915 (si es la toma 7) 3:32.[27]
- Movimiento III (17707-B, 10 pulgadas) 22-12-1914 2:40.[28]
- Movimiento IV (35430-B, 12 pulgadas) 22-12-1914 3:41.[29]